# Усть-Каменогорский трамвай
Усть-Каменогорский трамвай (каз. Өскемен трамвайы / Öskemen tramvaiy) — трамвайное сообщение города Усть-Каменогорска (Казахстан), открытая 6 ноября 1959 года. Одна из трёх существующих трамвайных систем страны (вместе с Павлодаром и Темиртау). 
Действует 3 маршрута, которые обслуживаются одним трамвайным парком. Оплата проезда происходит водителю за наличный расчет, безналичный при помощи электронного билетирования белорусской системы IBA. 

## Сведения о системе
Трамвай в Усть-Каменогорске открылся 6 ноября 1959 года, когда в торжественной обстановке были запущены первые вагоны по маршруту № 1 (Вокзал — Тракторная). В 1960 году открылся маршрут № 2 (Вокзал — Мостовая). В 1962 году трамвайная линия была продлена дальше и открылся маршрут № 3 (Вокзал — Защита), который полностью дублирует «двойку». В 1964 году, когда открылся маршрут № 4 (Вокзал — Переезд), маршрутная сеть трамваев приобрела современный вид.
В 1978 году, для подвоза работников промышленных предприятий, были организованы два пиковых маршрута: № 5 (Мостовая — Тракторная); № 6 (Мостовая — Переезд). Однако проработали они только до 1992 года.
В советское время были планы по укладке трамвайных путей до аэропорта, а также через мост по улице Ворошилова (ныне проспект Шакарима).
Перед распадом СССР началась укладка трамвайных путей на левом берегу Иртыша по проспекту Сатпаева (в 1970—2006 гг. — Текстильщиков), возведены опоры для строительства трамвайного моста. Трамвайную линию планировалось проложить по проспекту Победы и соединить с действующими линиями. Однако в конце 90-х годов трамвайное хозяйство оказалось приватизированным, рельсы в считанные дни были разобраны, а оборудование распродано. Через десять с небольшим лет на бетонных опорах был построен автомобильный мост. 
Первые года в эксплуатации были следующие модели трамваев: Ф, КТМ/КТП-1 и КТМ/КТП-2. В начале 70-х годов в город начали поступать вагоны КТМ-5М и КТМ-5М3 (71-605). В 2001 году Трамвайный парк приобрёл один вагон марки ЛМ-99К, который проработал только до 2012 года. На данный момент в эксплуатации находятся вагоны модели 71-605 (1977—1986 годов выпуска). Также имеются снегоочистительные трамваи ГС-4 (КРТТЗ).
Трамвай является популярным средством передвижения в городе. Стоимость проезда — 130 тенге, детский — 65 тенге за наличный расчёт, безналичный 90 тенге, детский — 45 тенге. Трамваи обслуживают население с 5:38 до 23:30. Интервалы движения на маршрутах 10-30 минут. На линии работают вагоны модели 71-605, АКСМ-62103, Tatra KT4D. Контактно-кабельная сеть питается от трёх тяговых подстанций. Трамвайный парк в городе является квазигосударственным предприятием после 20 лет нахождения в частной собственности и обслуживается компанией ТОО «Транспортная компания г. Усть-Каменогорска». 
5 марта 2018 года движение трамваев было остановлено из-за отсутствия финансирования. Уже до этого в связи с напряженной финансовой ситуацией предприятия и накопившихся долгов была ограничена подача электроэнергии.
20 марта 2018 года состоялись торги по имуществу ТОО «Усть-Каменогорский городской трамвайный парк». Первоначальная оценочная стоимость имущества парка составила 853 млн тенге. Торги проходили на понижение, и в итоге лот «ушел» за 443 млн. Победу на аукционе одержало АО "Национальная Компания "Социально-предпринимательская корпорация «Ертіс» — организация, учреждённая акиматом Восточно-Казахстанская области, председателем Совета директоров в которой является бывший глава области Даниал Ахметов. Таким образом трамвайная система города перешла на баланс государства.
В планах нового собственника был ремонт существующей техники, находящейся на балансе депо, а также приобретение новой. Речь шла о 13 трамваях модели Tatra KT4DM, ранее находившихся в эксплуатации в Алматы, куда поступили в 2013 году из Берлина.
Движение трамваев было возобновлено с мая 2018 года. На рейс вышли 10 Усть-Каменогорских трамваев, а к началу лета ожидалось еще 13 купленных в Алматы трамваев.
В 2023 году в Усть-Каменогорск прибыли, а затем вышли на рейс 4 новых белорусских трамвая АКСМ-62103.

## Маршруты
Трамвайная сеть максимально насчитывала 6 маршрутов, а в последнее время имеет 4 маршрута. Все маршруты начинались на железнодорожном вокзале, а топология сети выглядела как дерево со стволом и ветвями.

### Действующие
- Маршрут № 1 (Вокзал — Казцинк) имеет 14 остановок, открыт в 1959 году. Проходит по улицам Мызы, Казахстан (Ушанова), Нурмагамбетова (Орджоникидзе), проспект Абая (Новошкольная, Школьное шоссе), Шолохова, Чистякова (Казахстанская).
- Маршрут № 3 (Вокзал — станция Защита) имеет 23 остановки, открыт в 1962 году. Проходит по улицам Мызы, Казахстан (Ушанова), Нурмагамбетова (Орджоникидзе), проспект Абая (Новошкольная, Школьное шоссе), проспект Шакарима (ул. Ворошилова), проспект Назарбаева (ранее — проспект Ленина, затем Независимости), 2-й Паровозный переулок, Деповская.
- Маршрут № 4 (Вокзал — УМЗ) имеет 15 остановок, открыт в 1964 году. Проходит по улицам Мызы, Казахстан (Ушанова), Нурмагамбетова (Орджоникидзе), проспект Абая (Новошкольная, Школьное шоссе).

### Закрытые ранее
- Маршрут № 2 (Вокзал — Машзавод) имеет 16 остановок, открыт в 1960 году. Является укороченной версией маршрута № 3, имеет только несколько рейсов в день. Проходит по улицам Мызы, Казахстан (Ушанова), Нурмагамбетова (Орджоникидзе), проспект Абая (Новошкольная, Школьное шоссе), проспект Шакарима (ул. Ворошилова).
- Маршрут № 5 (Машзавод — СЦК) закрыт в 1992 году. Проходил по улицам: Ворошилова, Новошкольная, Школьное шоссе, Шолохова, Казахстанская.
- Маршрут № 6 (Машзавод — Переезд) закрыт в 1992 году. Проходил по улицам: Ворошилова, Новошкольная, Школьное шоссе.